# Exocentrus tonkineus
Exocentrus tonkineus là một loài bọ cánh cứng trong họ Cerambycidae.